# Акамант (сын Евсора)
Акамант (сын Евсора) — персонаж древнегреческой мифологии . Союзник Трои, от фракийцев . Согласно Гигину, всего убил 1 воина . Убит Эантом Теламонидом .